# كويا يوريكو
كويا يوريكو (باليابانية: 汰木 康也) (3 يوليو 1995 في كاناغاوا في اليابان – )؛ هو لاعب كرة قدم ياباني سابق كان يلعب كلاعب وسط.

## وصلات خارجية
- كويا يوريكو على موقع رابطة كرة القدم اليابانية للمحترفين (اليابانية)
- كويا يوريكو على موقع قاعدة بيانات كرة القدم.إي يو (الإنجليزية)
- كويا يوريكو على موقع Soccerway.com (الإنجليزية)
- كويا يوريكو على موقع عالم كرة القدم.نت (الإنجليزية)